# Tadamasa Kodaira
Tadamasa Kodaira (en japonés 小平 忠 正, Iwamizawa, 18 de marzo de 1942) es un político japonés del Partido Democrático de Japón y de la Cámara de Representantes. Es originario de Iwamizawa, Hokkaidō y graduado de la Universidad de Keio, fue elegido por primera vez en 1990. Antes de dedicarse a la política, dirigió un rancho.
En la primera reorganización del gabinete del primer ministro Yoshihiko Noda el 1 de octubre de 2012, fue nombrado presidente de la Comisión Nacional de Seguridad Pública, ministro de Estado de Asuntos del Consumidor y Seguridad Alimentaria, en sustitución de Jin Matsubara.